# Muriel Pavlow
Muriel Lilian Pavlow (ur. 27 czerwca 1921 w Londynie, zm. 19 stycznia 2019) – brytyjska aktorka teatralna, filmowa i telewizyjna; córka Francuzki i Rosjanina.

## Kariera
Debiutowała jako aktorka dziecięca u boku Johna Gielguda w Royal Shakespeare Company. W filmie pojawiła się po raz pierwszy w 1934. Jako nastolatka, w drugiej połowie lat 30. występowała regularnie na scenach teatralnych. Szczyt jej kariery filmowej przypadł na lata 40. i 50. W późniejszym okresie grywała głównie w produkcjach telewizyjnych.
Jej mężem był aktor Derek Farr. Nie miała dzieci.

## Filmografia
Role filmowe:
- Ciche wesele (1941) jako Miranda
- Nocny statek do Dublina (1946) jako Marion Decker
- Bitwa o Maltę (1953) jako Maria Gonzar
- Lekarz domowy (1954) jako Joy Gibson
- Simon i Laura (1955) jako Janet Honeyman
- Dosięgnąć nieba (1956) jako Thelma Edwards-Bader
- Doktor na wolności (1957) jako Joy Gibson
- Śmierć ma okna (1961) jako Emma Ackenthorpe
- Stokrotki w grudniu (1995) jako panna Dean
- Uzależniona (2004) jako Dorothy
- Wspaniały rok 1939 (2009) jako stara Anne Keyes (w roli młodej Anne wystąpiła Romola Garai)

Role w serialach TV:
- Emmerdale (od 1972) jako Janet Thompson (gościnnie w odcinkach z 1977)
- Poirot (1989-2013) jako Julia Tripp (gościnnie, 1996)
- Niegrzeczni faceci (1992-99) jako staruszka (gościnnie, 1995)
- Księgarnia Black Books (2000-04) jako staruszka (gościnnie, 2000)
- Każdy z każdym (2000-04) jako Angela (gościnnie, 2002)